# استینا نوردنستام
استینا نوردنستام (انگلیسی: Stina Nordenstam؛ زادهٔ ۴ مارس ۱۹۶۹) خواننده-ترانه‌سرا اهل سوئد است. وی بین سال‌های ۱۹۹۰ تا ۲۰۰۷ میلادی فعالیت می‌کرد.

## زندگی و حرفه
نوردنستام متولد چهارم مارس ۱۹۶۹ استکهلم است. او در کودکی بسیار تحت تأثیر مجموعه موسیقی کلاسیک و جاز پدرش قرار گرفت. صدای او منجر به مقایسه با هنرمندانی مانند ریکی لی جونز و بیورک شد. از اولین آلبوم‌های او می‌توان از خاطرات یک رنگ یا و او چشمانش را بست نام برد.